# Open split
In spettrometria di massa l'open split è un'interfaccia tra gascromatografo e spettrometria di massa.
Con le colonne capillari  per gascromatografia (flussi < 1 ml/min) non sono più necessarie interfacce e si introduce il campione direttamente nella camera di ionizzazione. Questa e altre interfacce sono quindi state largamente soppiantate.

## Meccanismo
La colonna capillare è interrotta in una camera prima della sorgente, nella camera passa un gas di spurgo che trascina via le molecole più leggere del gas di trasporto, mentre quelle più pesanti dell'analita passano. Questa interfaccia non è adeguata per l'analisi quantitativa.
Il sistema è simile alla jet separation.